# Zhangguoping Xiang
Zhangguoping Xiang (kinesiska: 张国平乡, 张国平) är en socken i Kina. Den ligger i provinsen Heilongjiang, i den nordöstra delen av landet, omkring 92 kilometer nordost om provinshuvudstaden Harbin.
Genomsnittlig årsnederbörd är 854 millimeter. Den regnigaste månaden är juli, med i genomsnitt 192 mm nederbörd, och den torraste är januari, med 8 mm nederbörd.